# Dlapkin Dol
Dlapkin Dol (macedónul: Длапкин Дол, albánul Llapkidolli) település Észak-Macedóniában, a Délnyugati körzet Kicsevói járásában, 2013-ig a Zajaszi járás része volt, ami teljes egészében beolvadt a Kicsevói járásba.

## Népesség
| Lakosok száma | 349  | 381  | 426  | 491  | 576  |      | 583  | 636  | 388  |
|               | 1948 | 1953 | 1961 | 1971 | 1981 | 1991 | 1994 | 2002 | 2021 |

2002-ben 636 lakosa volt, akik közül 633 albán, 1 macedón és 2 egyéb.